# Cercetare
Despre cercetare la Wikipedia vezi Wikipedia:Fără cercetare originală.

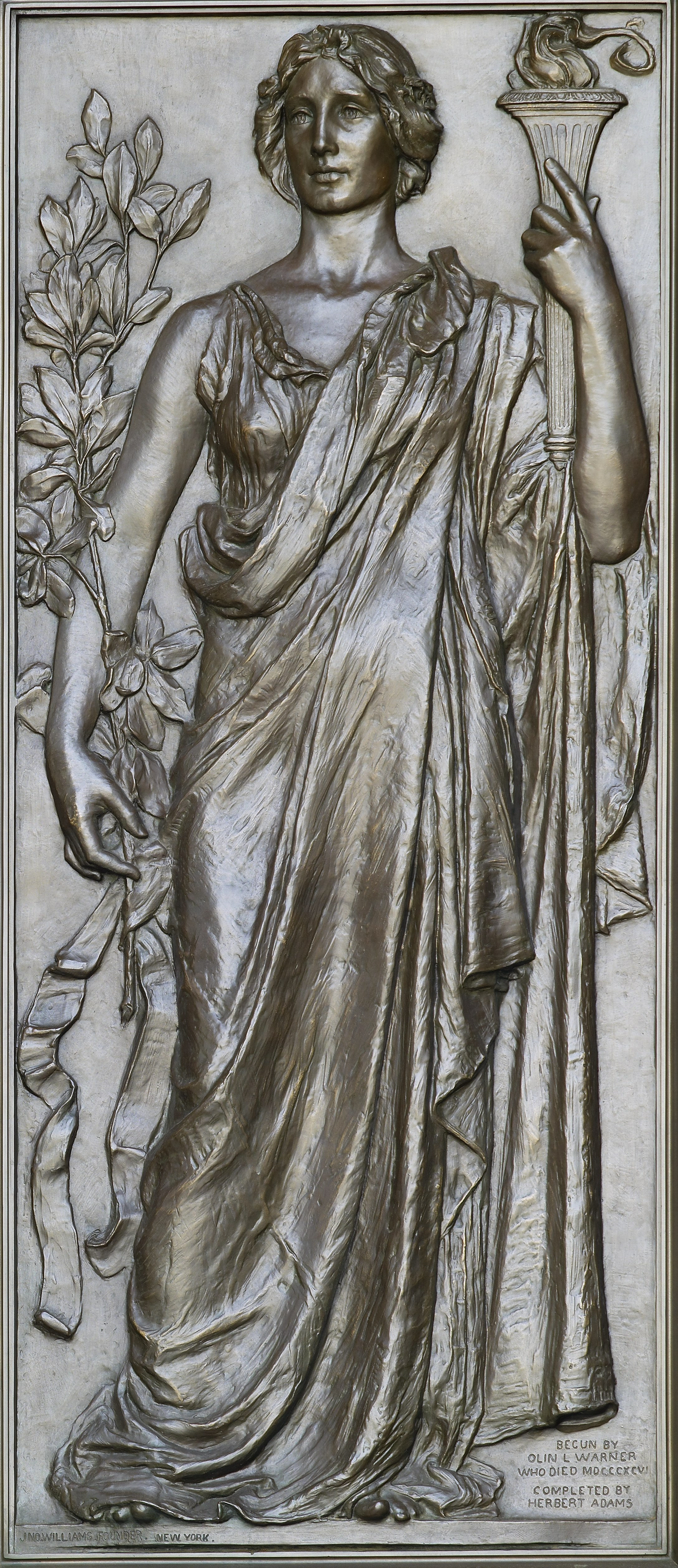
Sculptura basorelief „Cercetarea care ține torța cunoașterii” (1896) de Olin Levi Warner. Biblioteca Congresului Statelor Unite ale Americii, Thomas Jefferson Building, în Washington, D.C.

Cercetarea reprezintă procesul de căutare sistematică, uneori accidentală, și acumulare de noi cunoștințe, desfășurată de regulă în cadrul disciplinelor universitare de către cercetători.
Prin definiție, activitatea de cercetare se referă la  sporirea cunoașterii, rezultate care pot fi considerate noi numai dacă sunt recunoscute ca atare pe plan internațional. În caz contrar, nu poate fi vorba de o activitate de cercetare, ci de documentare.
Uneori, se face o confuzie între diseminarea rezultatelor cercetării (care se face în principal prin publicații științifice) și popularizarea în mass-media a rezultatelor.

## Cercetarea în Uniunea Europeană
În anul 2012, în Uniunea Europeană s-au investit peste 260 de miliarde de euro pentru cercetare și dezvoltare, adică 511 euro/locuitor, în condițiile în care în 2011 se investeau 370 euro/locuitor.
În total, investițiile au reprezentat peste 2% din PIB-ul Uniunii Europene, înregistrându-se o creștere față de media din anii precedenți care se situa în jurul sumei de 1,88% din PIB.
Țările care investesc cel mai mult în cercetare-dezvoltare sunt Finlanda, Germania, Franța, Suedia și Marea Britanie, care investesc în cercetare peste 3% din PIB.

## Cercetarea în România
Cheltuielile făcute în anul 2012 în România pentru cercetare-dezvoltare au fost, în total, de 2,8 miliarde lei (0,49% din PIB), valoare procentuală care este de patru ori mai mică decât media europeană, de aproape 2%.
La 31 decembrie 2012 lucrau în activitatea de cercetare-dezvoltare peste 42.600 persoane, din care peste 19.700 erau femei, reprezentând 46%.

### Proiecte de cercetare
UEFISCDI a inițiat mai multe platforme de cercetare, pentru experții din zona cercetare-dezvoltare-inovare, care sunt disponibile în mod gratuit utilizatorilor din România.

## Vezi și
- Lista paginilor care încep cu „Cercetare”
- Lista paginilor care conțin în titlu termenul „Cercetare”
- Cercetare penală
- Cercetător
- Cercetător postdoctoral
- Științe aplicate
- Tehnologii emergente